# Madonna della Neve sul Monte Lera
Madonna della Neve sul Monte Lera este o arie protejată (arie specială de conservare — SAC, sit de importanță comunitară — SCI) din Italia întinsă pe o suprafață de 62 ha, integral pe uscat.

## Localizare
Centrul sitului Madonna della Neve sul Monte Lera este situat la coordonatele 45°10′40″N 7°28′04″E / 45.1778°N 7.4678°E.

## Înființare
Situl Madonna della Neve sul Monte Lera a fost declarat sit de importanță comunitară în septembrie 1995 pentru a proteja 1 specie de plante. Situl a fost protejat și ca arie specială de conservare în februarie 2017.

## Biodiversitate
Situată în ecoregiunea alpină, aria protejată conține 4 habitate naturale: Păduri de stejar sau de stejar și carpen sub-atlantice și medio-europene de Carpinion betuli, Pajiști cu Molinia pe soluri calcaroase, turboase sau argilos-nămoloase (Molinion caeruleae), Păduri pe pante, grohotișuri și ravene de Tilio-Acerion, Pante stâncoase silicioase cu vegetație casmofită.
La baza desemnării sitului se află o specie protejată de  plante: clopțelul cu frunze de crin (Adenophora lilifolia)
Pe lângă speciile protejate, pe teritoriul sitului au mai fost identificate 3 specii de plante, 1 specie de amfibieni, 4 specii de mamifere, 9 specii de nevertebrate, 3 specii de reptile.